# Caso Método 3
El caso Método 3 es una operación por una presunta revelación de secretos que vincula a la agencia de detectives Método 3. El caso explotó en febrero de 2013 con la entrada y registro en la sede de Método 3 y en el domicilio de su director que tras declarar en los juzgados quedó en libertad. Investigaciones judiciales posteriores han demostrado que el caso fue orquestado ilegalmente por el comisario Villarejo. 
El caso se centraba en la grabación de una conversación entre Alicia Sánchez Camacho, entonces presidenta del Partido Popular de Cataluña y Victoria Álvarez, pareja sentimental de Jordi Pujol Ferrusola en el restaurante La Camarga de Barcelona. Alicia Sánchez Camacho negó durante meses haber consentido en dicha grabación y finalmente llegó a un pacto con el director de la agencia de detectives Francisco Marco y los juzgados archivaron la causa.
Investigaciones posteriores por parte de los medios de comunicación y del Parlamento de Cataluña enmarcaron este caso en lo que se conoce como Operación Cataluña demostrando que fue una operación policial orquestada contra la agencia de detectives.
La investigación judicial sobre el ex comisario de policía José Manuel Villarejo está investigando la implicación de la Policía patriótica en la investigación ilegal realizada contra Método 3.